# Fabián Estay
Fabián Raphael Estay Silva (5 d'octubre de 1968) és un exfutbolista xilè.

## Selecció de Xile
Va formar part de l'equip xilè a la Copa del Món de 1998.